# ولد وبنت (فلم)
ولد وبنت فيلم مصري إنتاج عام 2010.

## القصة
يدور الفيلم حول قصة حب عمرها 27 عاما وعلاقة بنت وولد منذ أن كان عمرهما 7 سنوات بجميع تطورات الحياة التي مرا بها خلال هذه الفترة الزمنية
الفيلم من تأليف علا عزالدين وإخراج كريم العدل في أولى تجاربه الإخراجية واستغرق تصويره 6 أسابيع ما بين مدينة الإنتاج الإعلامي وشوارع وسط البلد والكوربة بمصر الجديدة وانتهت مونتيرة الفيلم سولافة نور الدين من مراحل المونتاج النهائية ليكون الفيلم جاهزا

## البطولة
| - أحمد داود:(سامح) - مريم حسن:(شهد) - آيه حميدة:(ليلى) - سوسن بدر:(فريدة والدة شهد) - سامي العدل:(حامد رضوان والد شهد) - هاني عادل:(بهاء الدين ناصر) - سلوى محمد علي:(د.نادية والدة سامح) - بطرس غالي:(د. حلمي والد سامح) | - أشرف زكي:(زوج فريدة الثاني) - محمود عبد الغفار:(المحامي) - باسم طبانة:(عمرو الوسيم) - مستورة:(سعدية المربية) - لمياء كرم:(سارة) - مروان وجيه:(سامح الطفل) - نور شريف:شهد ابتدائي) - رافل عبد القادر:(عاليا) | - ميرنا جميل:(شهد إعدادي) - لالا ياسر:(مريم) - عايدة الكاشف:(الدكتورة دينا) - مصطفى أبو سيف:(ثروت فادي) - محمد فخري:(مصور فوتوغرافي) - ميرا خليل:(صديقة شهد) |

## روابط خارجية
- مقالات تستعمل روابط فنية بلا صلة مع ويكي بيانات